# Melrose, Skottland
Melrose är en ort i Storbritannien.   Den ligger i kommunen Scottish Borders och riksdelen Skottland, i den centrala delen av landet, 500 km norr om huvudstaden London. Melrose ligger 97 meter över havet och antalet invånare är 1 640.
Terrängen runt Melrose är platt österut, men västerut är den kuperad. Melrose ligger nere i en dal. Runt Melrose är det ganska glesbefolkat, med 42 invånare per kvadratkilometer. Närmaste större samhälle är Galashiels, 5,2 km väster om Melrose. Trakten runt Melrose består i huvudsak av gräsmarker.